# Delfino
Delfino, född 15 november 2013 i Frankrike, är en fransk varmblodig travhäst. Han tränades och kördes av Mathieu Mottier.
Under sin karriär spran Delfino in 580 800 euro på 68 starter varav 15 segrar, 8 andraplatser och 4 tredjeplatser. Hans största seger kom i Prix Jean-Luc Lagardère (2022).
Han segrade även i Prix de la Manche (2020, 2021), Prix de Beunos-Aires (2021), Prix de la Ville de Caen (2022) och på andraplats i Prix Octave Douesnel (2017) samt på tredjeplats i Prix Lucia (2019), Prix de Craon (2019).

## Statistik
| Statistik för Delfino (Ref.) | Statistik för Delfino (Ref.) | Statistik för Delfino (Ref.) | Statistik för Delfino (Ref.) | Statistik för Delfino (Ref.) | Statistik för Delfino (Ref.) |
| ---------------------------- | ---------------------------- | ---------------------------- | ---------------------------- | ---------------------------- | ---------------------------- |
| Starter                      | Placeringar                  | Startprissumma               | Segerprocent                 | Platsprocent                 | Rekord                       |
| 68                           | 15-8-4                       | 580 800 euro                 | 22 %                         | 40 %                         | 1.11,8ak,                    |

### Större segrar
| År   | Lopp                     | Kusk            | Vinstbelopp | Grupp   |
| ---- | ------------------------ | --------------- | ----------- | ------- |
| 2020 | Prix de la Manche        | Mathieu Mottier | 40 500 EUR  | Grupp 3 |
| 2021 | Prix de la Manche        | Mathieu Mottier | 40 500 EUR  | Grupp 3 |
| 2021 | Prix de Beunos-Aires     | Mathieu Mottier | 36 000 EUR  | Grupp 3 |
| 2022 | Prix Jean-Luc Lagardère  | Mathieu Mottier | 67 500 EUR  | Grupp 2 |
| 2022 | Prix de la Ville de Caen | Mathieu Mottier | 36 000 EUR  | Grupp 3 |